# Panhard Dyna Junior Roadster
La Dyna Junior, nota come X87, era un'autovettura di fascia medio-bassa prodotta dal 1951 al 1956 dalla casa automobilistica francese Panhard.

## Profilo e storia
La storia della Dyna Junior ebbe inizio nei primi mesi del 1951, quando l'importatore Panhard per gli Stati Uniti d'America, un certo Ferguson, contattò la Casa per proporre la produzione di una piccola vettura roadster per una clientela giovane. I vertici della Casa francese si lasciarono convincere e cominciarono subito a lavorare al progetto.
Per risparmiare nei costi di progettazione e nei materiali, si scelse un telaio già esistente, quello della Dyna X, e per la carrozzeria si scelse l'acciaio al posto dell'alluminio. Anche per quanto riguardava la meccanica, si optò per quella già collaudata della Dyna X. Per quanto riguarda i disegni e la realizzazione del prototipo ci si affidò alla carrozzeria Di Rosa.
Dopo pochi mesi, il primo prototipo era già pronto. La carrozzeria Di Rosa aveva lavorato febbrilmente e sottopose il prototipo alla visione di Jean Panhard, che lo provò, ma lo giudicò troppo piccolo e angusto. La carrozzeria Di Rosa non si perse d'animo e ridisegnò il corpo vettura. In pochissimo tempo il nuovo prototipo era pronto e stavolta fu approvato dai vertici Panhard i quali ne ordinarono 8 modelli di preserie per la presentazione.

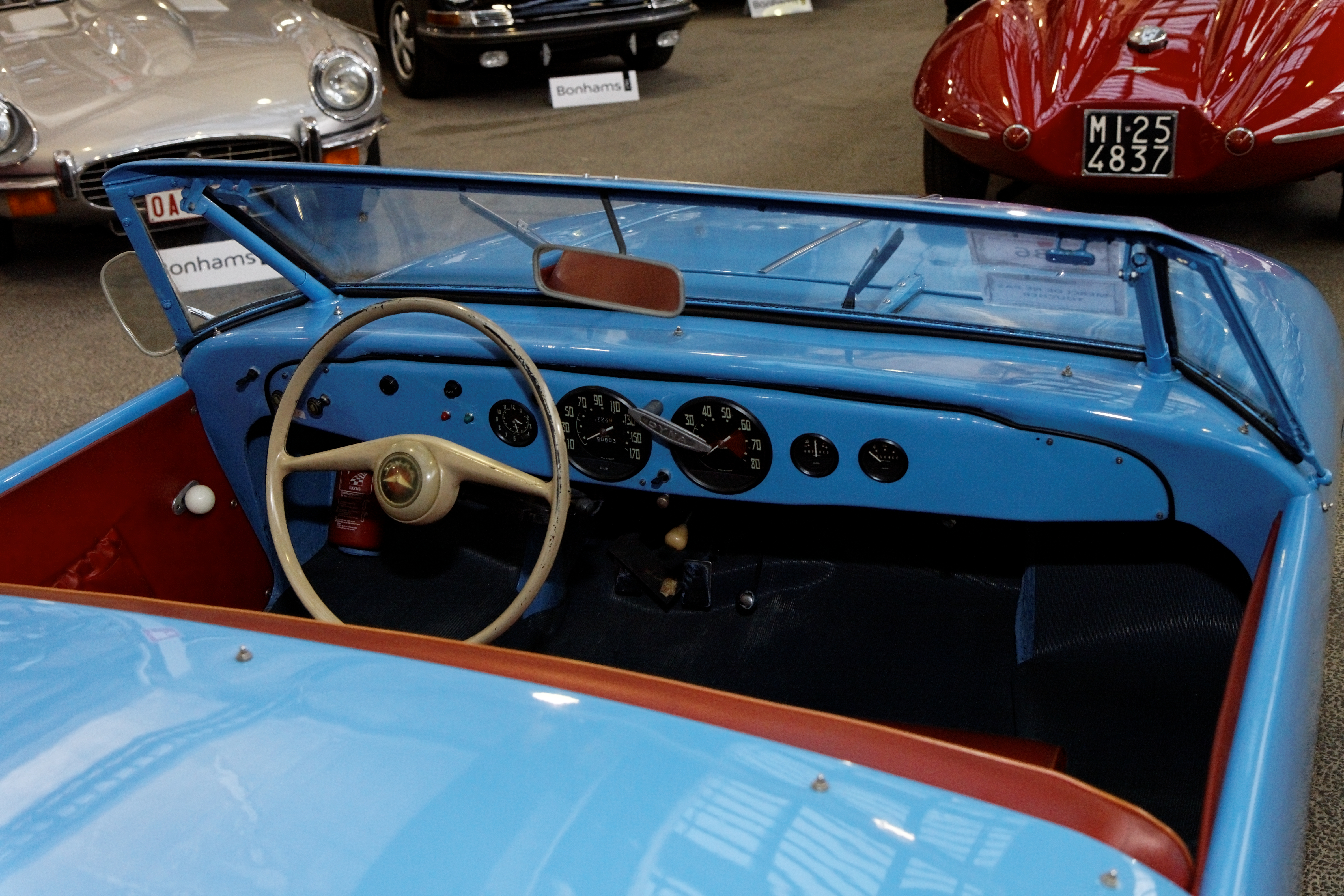
Gli interni

La presentazione ufficiale avvenne nel mese di ottobre del 1951 al salone dell'automobile di Parigi. La commercializzazione ufficiale fu invece avviata all'inizio dell'anno seguente. La Dyna Junior era caratterizzata da una linea semplice, senza fronzoli e piuttosto simpatica, ma nello stesso tempo anche abbastanza originale.

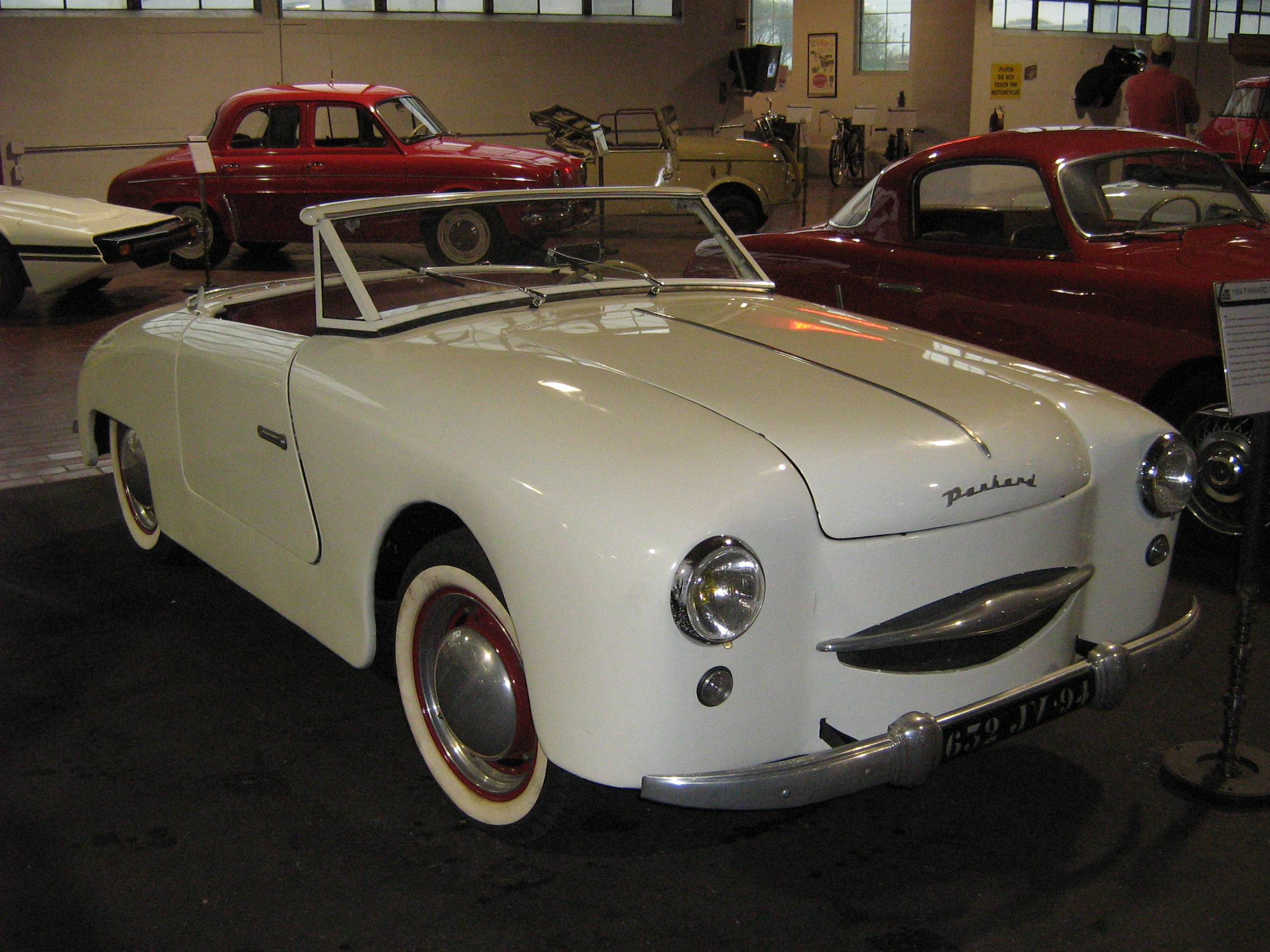
Una Dyna Junior del 1954

Inizialmente, era unicamente prevista come roadster, ed era equipaggiata dal bicilindrico boxer orizzontale da 745 cm³ già montato sulla Dyna X. Tale motore erogava 33 CV e permetteva alla piccola vettura di raggiungere una velocità massima di 120 km/h. Tale versione era disponibile inizialmente in allestimento Sprint. Nel mese di agosto la gamma giunse alla sua massima ampiezza, con l'arrivo della motorizzazione da 851 cm³, in grado di erogare 40 CV (42 nella versione Sprint) e di raggiungere i 125 km/h di velocità massima, e una versione semplificata del modello di cilindrata minore, più economica, dotata però della stessa meccanica e delle stesse prestazioni.
Già nel 1953 arrivò il restyling, consistente in pochi aggiornamenti di dettaglio, come le maniglie della portiera, sistemate a mezz'altezza, una strumentazione più completa e i posti interni, che divennero 3 su un'unica panchetta. Il 1953 fu anche l'anno in cui la Dyna Junior fu proposta anche in versione cabriolet, con vetri laterali discendenti. Alla fine dello stesso anno, la Dyna Junior fu proposta unicamente come cabriolet. Nel mese di giugno del 1954, furono tolte di produzione le versioni con cilindrata minore e rimase in produzione solo la cabriolet con motore da 851 cm³. Vi furono anche piccole modifiche di dettaglio nei paraurti.
La Dyna Junior fu tolta di produzione nel 1956.